# 吉德翁·斯托尔贝里
吉德翁·斯托尔贝里（Gideon Ståhlberg，1908年1月26日—1967年5月26日），瑞典国际象棋棋手、特级大师。
斯托尔贴贝里出生于哥德堡附近的苏特。他于1927年成为瑞典国际象棋冠军，并将这一头衔一直保持到了1939年。此外，他还数次得到过北欧国际象棋冠军。1939年他参加了在阿根廷布宜诺斯艾利斯举办的国际象棋奥林匹克，比赛后因第二次世界大战而留在了阿根廷。1948年回到欧洲。1950年，他成为了被国际棋联首批授予国际象棋特级大师称号的棋手之一。1967年，他在列宁格勒举行的一场国际象棋比赛前夕病逝。